# Pamphilius fumipennis
Pamphilius fumipennis is een vliesvleugelig insect uit de familie van de spinselbladwespen (Pamphiliidae). De wetenschappelijke naam van de soort is voor het eerst geldig gepubliceerd in 1831 door Curtis.